# Maarten van der Ploeg
Maarten Jaap Jan van der Ploeg, actief als Maarten Ploeg (Arnhem, 14 oktober 1958 – Amsterdam, 19 februari 2004) was een interdisciplinair kunstenaar, kunstschilder, muzikant en televisiemaker.

## Levensloop

### Opleiding en eerste stappen in de muziek en kunst
Van der Ploeg volgde een opleiding aan de audio-visuele afdeling van de Amsterdamse Gerrit Rietveld Academie, later zette hij zijn studie voort bij Ateliers '63.
Met collega-kunstenaar Peter Klashorst begon Van der Ploeg in 1978 Soviet Sex, een kunstpunkband waar veel later ook zangeres Ellen ten Damme, schilder Bart Domburg en (broer) Rogier van der Ploeg deel van uitmaakten. Hij was daarnaast zanger en gitarist in Blue Murder, Astral Bodies en Interior. 
Met Peter Klashorst vormde hij de Nederlandse kern van de Nieuwe Wilden, een schildersbeweging die omstreeks 1980 opzien baarde met expressieve doeken. Anders dan zijn collega's, die vooral figuratief schilderden, was Maarten van der Ploeg vooral geïnteresseerd in abstracte beelden. Hij maakte schilderijen die opgebouwd waren uit heldere kleuren en eenvoudige, min of meer geometrische vormen. 
In 1982 ontving hij de Koninklijke Subsidie voor de Schilderkunst. 

### Verder in de computer en videokunst

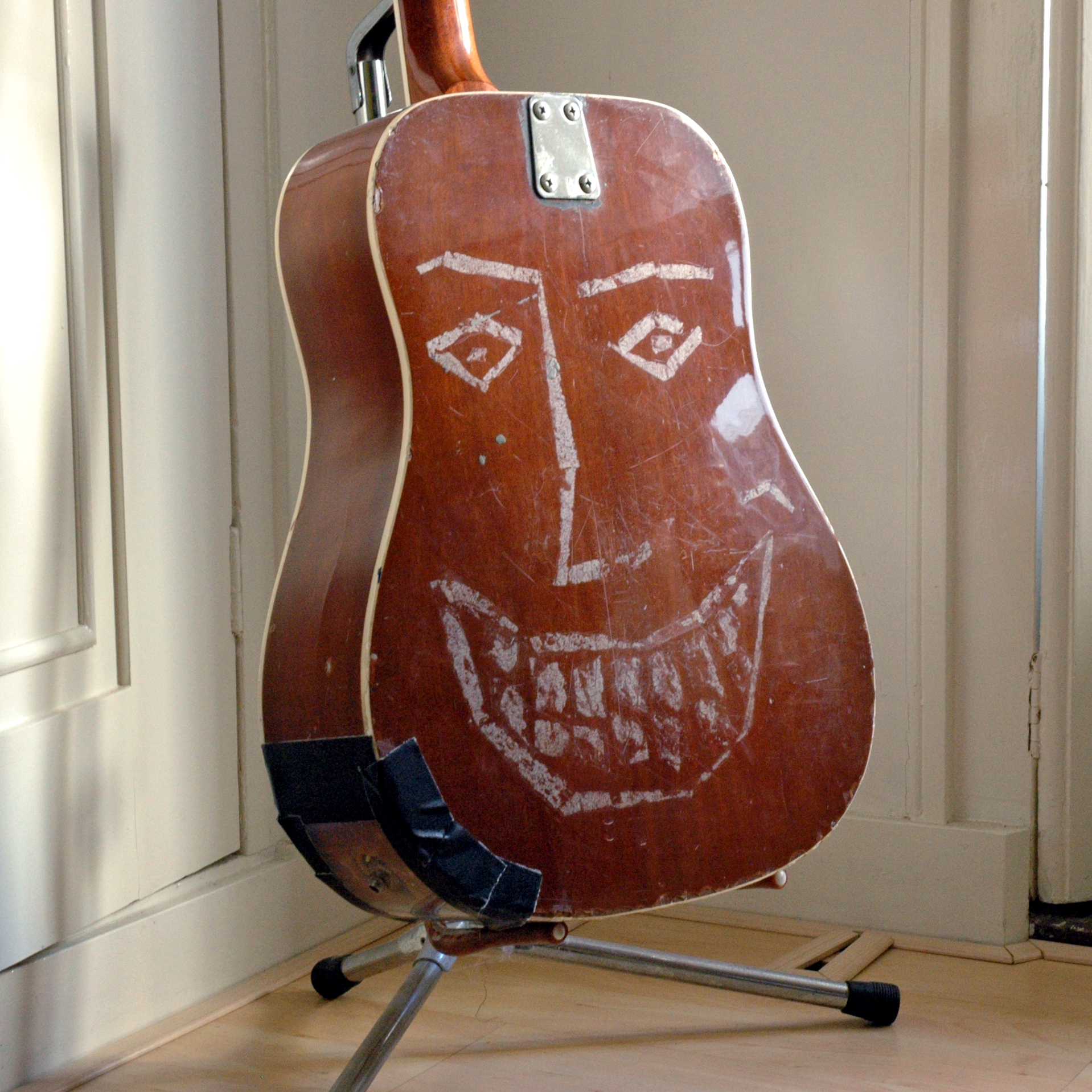
Zelfportret Maarten van der Ploeg achter op de twaalfsnarige gitaar van broer Rogier.

In de jaren negentig concentreerde hij zich op computerkunst. ‘Met de computer kan ik volkomen abstracte beelden maken, iets wat me niet lukt als ik schilder’, zei hij daarover. ‘Abstract schilderen kan ik niet, en ik wil begrijpen waaróm ik het niet kan.’
Van der Ploeg nam deel aan de televisiepiratenzender P.K.P.-tv. Later werkte hij mee aan vernieuwende programma's als TV-TV voor de VPRO. In 1991 startte hij de zender PARK 4DTV, die kunstvideo's uitzond op de Amsterdamse kabel. Met de  Amiga-computer als medium bereikte Van der Ploegs werk een nieuw visueel en inhoudelijk hoogtepunt. Zijn reeks Ophthalmology uit 1992-1995 vormt een onvergelijkbare, hypnotiserende en sensuele reis door het visuele brein van de computer, en tevens door het brein van de kunstenaar zelf. 
Eind jaren negentig was Van der Ploeg de initiatiefnemer van de TV-Matic, een volautomatisch tekst en beeld genererend computerprogramma, dat binnen bepaalde parameters het toeval zijn gang liet gaan. De TV-Matic diende niet als voorbeeld van kunstmatige intelligentie, maar van het omgekeerde: Artificial stupidity. De gedachte erachter verraadt een kenmerkende Ploegiaanse logica: de weg naar intelligentie loopt via de domheid, je moet je beperkingen ontdekken vóór je kunt uitblinken.
Het oeuvre van Van der Ploeg loopt vooruit op het werk van vele nieuwe computer- en videokunstenaars. Hij stierf in 2004 aan kanker.

## Tentoonstelling en publicatie
Op 21 april 2006 werd in Arti et Amicitiae aan het Rokin in Amsterdam de tentoonstelling ‘De Gaven van Maarten Ploeg, dingen die Maarten Ploeg zijn vrienden gaf’ geopend. Op de opening boden straatverkopers DVD’s van onbekende herkomst met videowerk van Maarten Ploeg aan. 
In 2018 verscheen de uitgave PLOEG + WERK van de hand van ontwerper Willem H. Lucas. Ter gelegenheid daarvan werd op 14 oktober 2018 - de zestigste verjaardag van Maarten Ploeg - in Paradiso te Amsterdam de avond PLOEG + WERK + PARTY georganiseerd, waar leden van zowel Interior, Soviet Sex, Blue Murder en Astral Bodies optredens verzorgden, alsmede Eton Crop, Sonja Hamel, ookoi, Vieze Meisje, the Supramatist Guitar Ensemble, Wiels Time Machine, The Great Ornaldo en the Basic Tirolers.
Op 25 februari 2023 opende het kunstmuseum Den Haag een grote overzichtstentoonstelling van het complete oeuvre van Maarten Ploeg. 